# Понте, Лаура
Лау́ра По́нте Марти́нес исп. Laura Ponte Martínez; 9 июня 1973, Виго, Понтеведра, Испания) — испанская актриса и фотомодель.

## Биография
Лаура Понте Мартинес родилась 9 июня 1973 года в Виго (муниципалитет Понтеведра, Испания) в семье Хосе Мануэля Понте Миттелбрунна (род.1942) и Марселы Мартинес Запико (род.1945).

## Карьера
Лаура начала свою карьеру в качестве фотомодели в 1993 году и работала с «Valentino SpA», «Lagerfeld», Ральфом Лореном и другими.
В 1999 году Лаура дебютировала в кино, сыграв роль Паулы в фильме «Каменная роза».

## Личная жизнь
В 2004—2011 года Лаура была замужем за Луисом Бельтраном Атаульфом Альфонсо Гомесом-Асебо Бурбоном (род.1973). У бывших супругов есть двое детей — сын Луис Фелипе Гомес-Асебо (род. в июле 2005) и дочь Лора Гомес-Асебо (род. в июле 2006).

## Фильмография
| Год  |   | Русское название | Оригинальное название | Роль  |
| ---- | - | ---------------- | --------------------- | ----- |
| 1999 | ф | Каменная роза    | La rosa de piedra     | Паула |